# Vorstadt

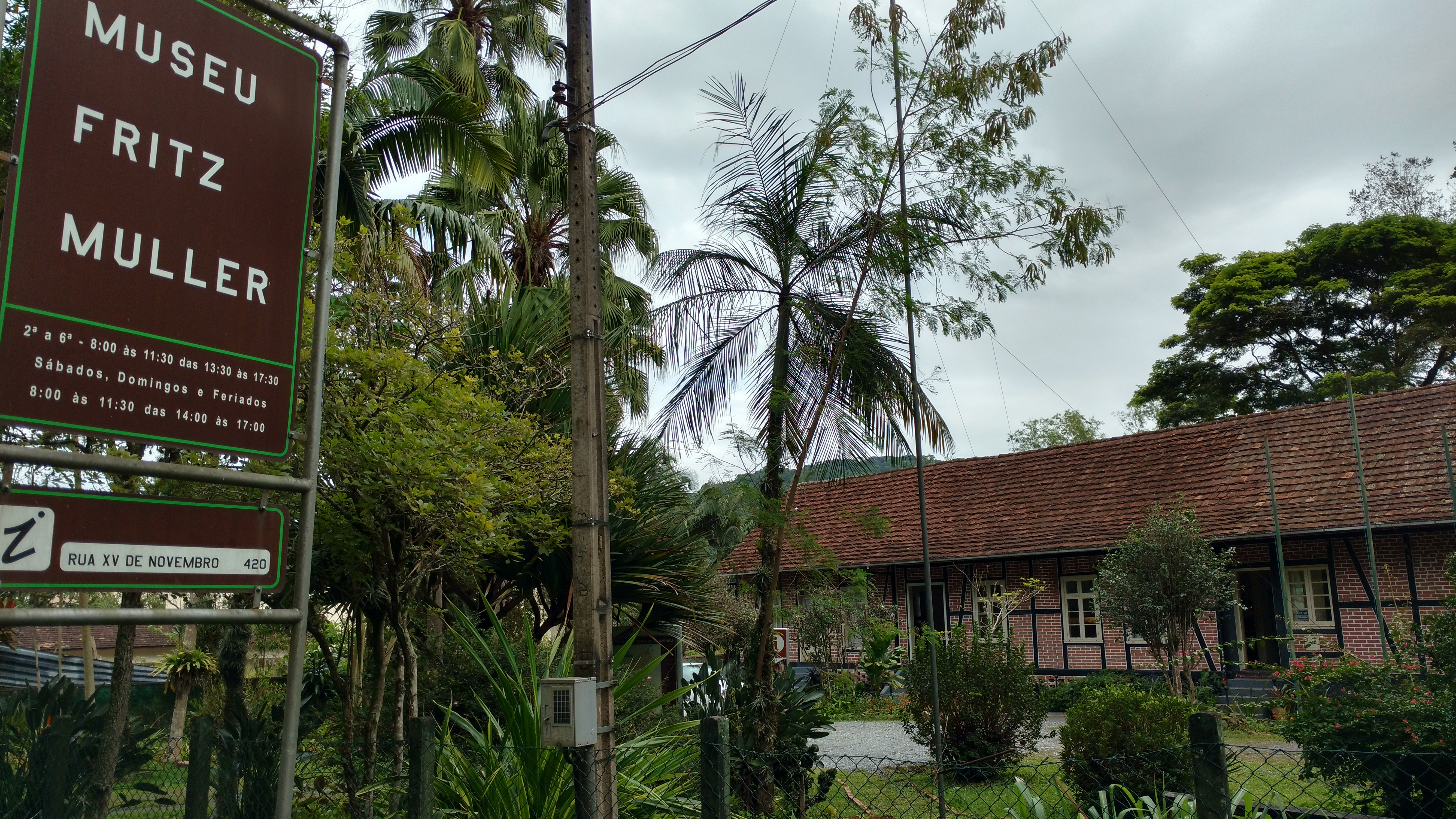
Museu de Ecologia Fritz Müller, instalado no bairro

Vorstadt é um bairro localizado à margem direita do rio Itajaí-Açu em Blumenau, município do estado de Santa Catarina, Brasil. O bairro faz divisa com o município de Gaspar, situado à zona leste de Blumenau.